# Bodelshausen
Bodelshausen – miejscowość i gmina w Niemczech, w kraju związkowym Badenia-Wirtembergia, w rejencji Tybinga, w regionie Neckar-Alb, w powiecie Tybinga, wchodzi w skład wspólnoty administracyjnej Mössingen. Leży w Jurze Szwabskiej, ok. 15 km na południowy zachód od Tybingi.

## Współpraca
Miejscowości partnerskie:
- Hohburg, Saksonia
- Rum, Austria
- Soltvadkert, Węgry